# العلاقات الآيسلندية الكوبية
العلاقات الآيسلندية الكوبية هي العلاقات الثنائية التي تجمع بين آيسلندا وكوبا.

## مقارنة بين البلدين
هذه مقارنة عامة ومرجعية للدولتين:
| وجه المقارنة                                              | آيسلندا          | كوبا                              |
| --------------------------------------------------------- | ---------------- | --------------------------------- |
| المساحة (كم2)                                             | 103.00 ألف       | 109.88 ألف                        |
| عدد السكان (نسمة)                                         | 317.35 ألف       | 11.48 مليون                       |
| الكثافة السكانية (ن./كم²)                                 | 3.08             | 104.48                            |
| العاصمة                                                   | ريكيافيك         | هافانا                            |
| اللغة الرسمية                                             | اللغة الآيسلندية | اللغة الإسبانية                   |
| العملة                                                    | كرونة آيسلندية   | بيزو كوبي، بيزو كوبي قابل للتحويل |
| الناتج المحلي الإجمالي (بليون دولار)                      | 23.91 مليار      | 87.13 مليار                       |
| الناتج المحلي الإجمالي (تعادل القوة الشرائية) بليون دولار | 15.79 مليار      |                                   |
| الناتج المحلي الإجمالي الاسمي للفرد دولار أمريكي          | 50.17 ألف        |                                   |
| الناتج المحلي الإجمالي للفرد دولار أمريكي                 | 46.55 ألف        |                                   |
| مؤشر التنمية البشرية                                      | 0.899            | 0.769                             |
| رمز المكالمات الدولي                                      | +354             | +53                               |
| رمز الإنترنت                                              | .is              | .cu                               |
| المنطقة الزمنية                                           | 00، أوروبا/لندن ‏ | 00                                |

## منظمات دولية مشتركة
يشترك البلدان في عضوية مجموعة من المنظمات الدولية، منها:
| علم المنظمة | اسم المنظمة                   | تاريخ انضمام آيسلندا | تاريخ انضمام كوبا |
| ----------- | ----------------------------- | -------------------- | ----------------- |
|             | يونسكو                        | 8 يونيو 1964         | 29 أغسطس 1947     |
|             | منظمة حظر الأسلحة الكيميائية  | ?                    | ?                 |
|             | منظمة التجارة العالمية        | ?                    | ?                 |
|             | الاتحاد البريدي العالمي       | ?                    | ?                 |
|             | منظمة الشرطة الجنائية الدولية | ?                    | ?                 |
|             | الأمم المتحدة                 | 19 نوفمبر 1946       | 24 أكتوبر 1945    |
|             | الاتحاد الدولي للاتصالات      | 1 أكتوبر 1906        | 16 يناير 1918     |
|             | المنظمة الهيدروغرافية الدولية | ?                    | ?                 |

## وصلات خارجية
- موقع وزارة الخارجية الآيسلندية
- موقع وزارة الخارجية الكوبية